# Міддлбург (Нью-Йорк)
Міддлбург (англ. Middleburgh) — місто (англ. town) в США, в окрузі Скогарі штату Нью-Йорк. Населення — 3112 особи (2020).

## Демографія
Згідно з переписом 2010 року, у місті мешкало 3746 осіб у 1557 домогосподарствах у складі 1016 родин. Було 1851 помешкання
Расовий склад населення:
| - 97,3 % — білих - 0,3 % — чорних або афроамериканців - 0,2 % — корінних американців - 0,2 % — азіатів |

До двох чи більше рас належало 1,6 %. Частка іспаномовних становила 2,1 % від усіх жителів.
За віковим діапазоном населення розподілялося таким чином: 20,9 % — особи молодші 18 років, 62,7 % — особи у віці 18—64 років, 16,4 % — особи у віці 65 років та старші. Медіана віку мешканця становила 43,5 року. На 100 осіб жіночої статі у місті припадало 94,6 чоловіків;  на 100 жінок у віці від 18 років та старших — 97,3 чоловіків також старших 18 років.
Середній дохід на одне домашнє господарство  становив 61 930 доларів США (медіана — 48 317), а середній дохід на одну сім'ю — 72 088 доларів (медіана — 64 583). Медіана доходів становила 41 171 долар для чоловіків та 40 797 доларів для жінок. За межею бідності перебувало 15,3 % осіб, у тому числі 21,7 % дітей у віці до 18 років та 15,2 % осіб у віці 65 років та старших.
Цивільне працевлаштоване населення становило 1681 особа. Основні галузі зайнятості: освіта, охорона здоров'я та соціальна допомога — 22,2 %, мистецтво, розваги та відпочинок — 12,1 %, науковці, спеціалісти, менеджери — 11,8 %.